# 相野愛
相野 愛（あいの あい、1991年9月7日 -）は、日本のフリーアナウンサー。ベースボールプランニング所属。福岡県福岡市出身。

## 来歴・人物
福岡県立福岡魁誠高等学校在学中は野球部マネージャーを務め、卒業後は、ベースボールプランニングアナウンスアカデミーに入学。その後、埼玉西武ライオンズの専属場内アナウンサーとして、主にイースタン・リーグの主催試合を担当している。

## テレビ出演
- フジテレビ / ホンマでっか!?TV 田中将大選手 登場ナレーション